# SoundScriber

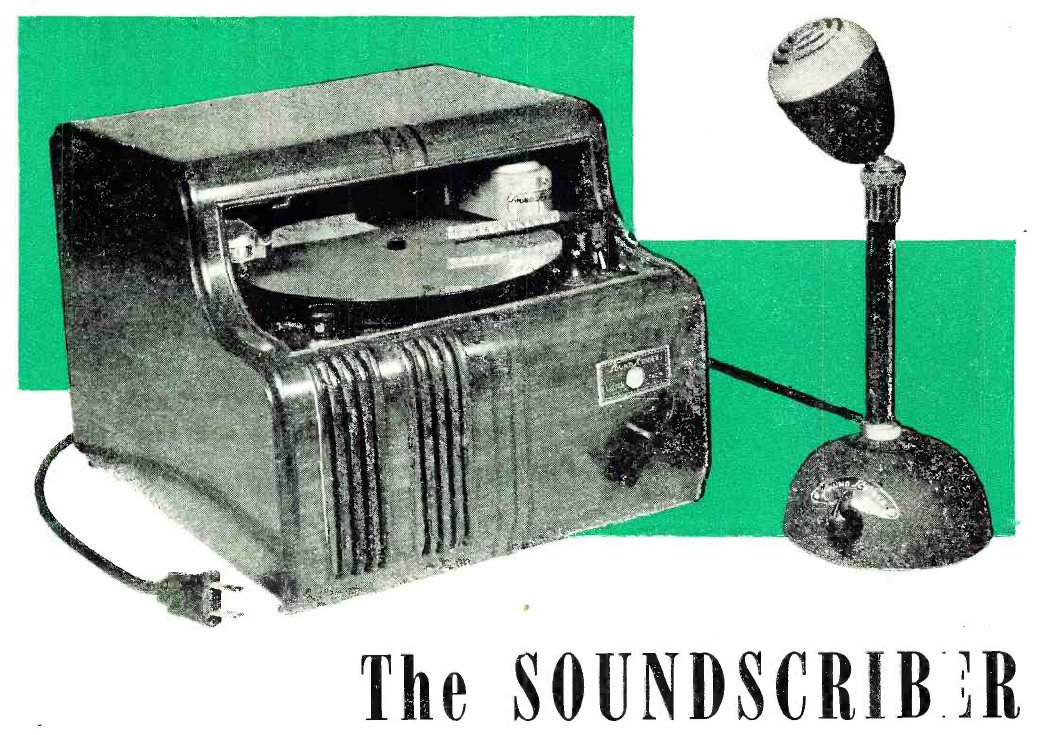
Soundscriber (Máquina de sonido) de un anuncio de 1944

SoundScriber (en español Máquina de Sonido) es una máquina de dictado introducida en 1945 por The SoundScriber Corp. (New Haven). Graba el sonido con una ranura grabada en discos de vinilo suave con un lápiz. Tecnologías de grabación similares competidoras fueron el Gray Audograph y el dictáfono DictaBelt. La máquina puede grabar 15 minutos de dictado a cada lado de un disco de vinilo flexible de 6 pulgadas (0,01 pulgadas) que gira a una velocidad de 33 RPM, a una densidad de 200 ranuras por pulgada. Originalmente, los discos costaban unos 10 centavos cada uno. La máquina tiene dos brazos: un brazo de grabación impulsado por un tornillo sin fin que crea la ranura con un lápiz de diamante, y un brazo de recogida con un lápiz de zafiro para la reproducción. Para la transcripción se utiliza un interruptor de reproducción/pausa y retroceso con el pie.
A diferencia de otras tecnologías de grabación de la época, el lápiz de grabación crea el surco no cortando el vinilo, sino grabando en relieve (deformando plásticamente) la superficie, sin dejar residuos de plástico en los trabajos mecánicos.
El formato siguió siendo popular durante dos décadas antes de que fuera reemplazado por las grabadoras de cinta magnética, debido en parte a la robustez de los discos y la facilidad con que podían enviarse por correo. Los discos verdes con su característico orificio central cuadrado venían en tres tamaños, 6   pulgadas (conocido como "Mail Chute") que se reproduce durante quince minutos por lado, un disco de 5 pulgadas con 10 minutos de tiempo de grabación por lado y "Memo Discs" de 4 pulgadas con ocho minutos de tiempo de grabación. El medio de vinilo suave limita la cantidad de veces que se puede reproducir un disco sin degradar la calidad del audio. 
Una SoundScriber es un dispositivo de trama en la película Joan Crawford Sudden Fear de 1952. 